# Emiliano Tardif
Emiliano Tardif (Saint-Zacharie, 6 giugno 1928 – San Antonio de Arredondo, 8 giugno 1999) è stato un presbitero canadese della congregazione dei Missionari del Sacro Cuore di Gesù, predicatore del Rinnovamento carismatico cattolico.

## Biografia

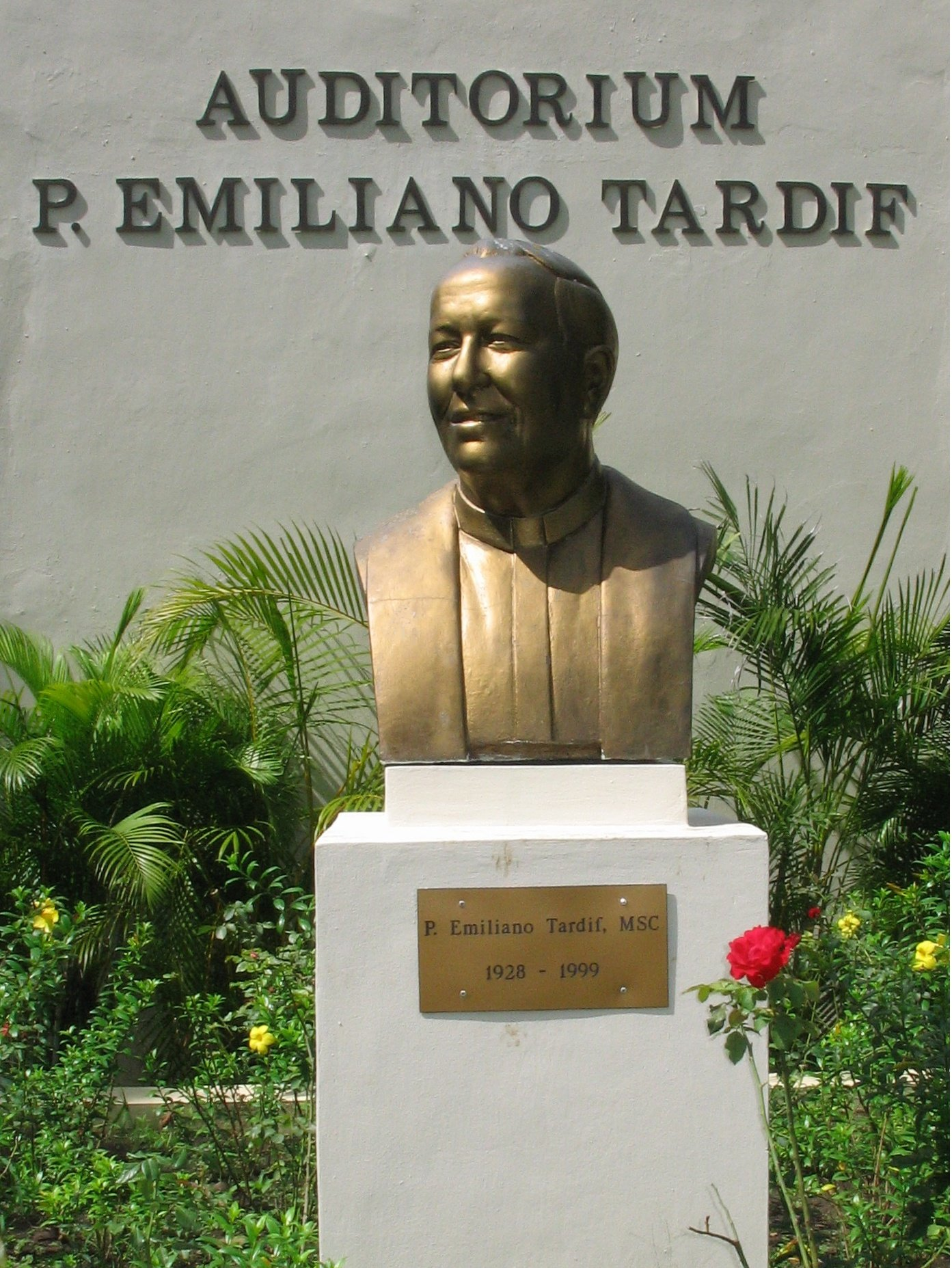
Il busto di padre Emiliano situato nella Scuola di Evangelizzazione di Santo Domingo

Nacque da Leonidas e da Anna Larochell, dei quali fu il nono figlio. Erano una famiglia di coloni. L'8 settembre 1948 entrò al noviziato dei Missionari del Sacro Cuore, e ricevette la formazione filosofica a Watertown, nello stato di New York. Fece la professione perpetua l'8 settembre 1952, e fu ordinato sacerdote da mons. Desmarais, vescovo di Amos, il 24 giugno 1955. L'8 dicembre successivo chiese per lettera ai suoi superiori di essere mandato nella Repubblica Dominicana. Vi giunse il 16 settembre 1956.
Nella Repubblica Dominicana passò la maggior parte del resto della sua vita. Quivi conobbe il Rinnovamento carismatico: dello stesso passò da forte critico a membro attivo quando, colpito da tubercolosi, dovette tornare in patria e lì, secondo quanto lui stesso afferma, ricevette la guarigione quando pregarono per lui alcuni membri del Rinnovamento canadese; era il 1973. Secondo questa spiritualità fondò la Comunità Siervos de Cristo vivo, dedicata all'adorazione eucaristica e alla formazione dei laici, la cui "casa madre" è nella Repubblica Dominicana.
In Italia le comunità sono presenti in Veneto e in Sicilia e precisamente a Caltanissetta, Santa Caterina Villarmosa, Sutera, Messina e Fiesso d'Artico. In Campania, sotto la direzione di padre Michele Vassallo, sacerdote vocazionista, sono nati gruppi di preghiera ispirati al carisma di padre Tardif. Tali comunità di preghiera (Casa di preghiera San Michele), si trovano a Mercato Cilento in provincia di Salerno, Napoli, Pollena Trocchia, Casoria, San Giuseppe Vesuviano, Frattamaggiore e Torre del Greco. Tardif parlava la lingua spagnola e francese, mentre non era a conoscenza dell'italiano.
Tardif era conosciuto soprattutto per le sue qualità di predicatore e per il cosiddetto "dono di conoscenza", per il quale, soprattutto in occasione delle Messe di guarigione, veniva a conoscenza e annunciava le guarigioni che Dio realizzava tra i presenti e, talvolta, anche di persone assenti. Grazie a questa fama arrivò a predicare in molti paesi del mondo, in America, Europa, Asia, Africa e Oceania. Morì a San Antonio de Arredondo, in provincia di Córdoba, in Argentina, l'8 giugno 1999, stroncato da un infarto durante la predicazione di un ritiro spirituale per sacerdoti.
Il 1º dicembre 2010, la Congregazione per le Cause dei Santi ha autorizzato l'avvio dell'indagine diocesana, prima fase prevista dal processo di canonizzazione. Emilio Tardif è stato dichiarato Servo di Dio. Con don Gabriele Amorth, lasciò una preghiera carismatica da lui utilizzata nei riti privati di guarigione. Il corpo di padre Emiliano, riposa nella cripta della scuola di evangelizzazione "San Giovanni Paolo II" a Santo Domingo, nella Repubblica Dominicana.

## Opere
- Carisma di guarigione, Gribaudi, 2009
- Cristo Gesù è presente, EDB, 2000
- Gesù è il Messia, EDB, 2000
- Nel fuoco dell'amore. Il giro del mondo senza valigia, coautore José H. Prado Flores, Ed. San Michele, 1994
- Cristo Gesù è vivo, coautore José H. Prado Flores, EDB, 1986